# Agnès Humbert
Agnès Humbert   (Dieppe, 12 d'octubre de 1894 - París, 19 de setembre de 1963) va ser una historiadora de l'art, etnògrafa i membre de la Resistència francesa durant la Segona Guerra Mundial. Va fer-se coneguda arran de la publicació d'una traducció del diari de les seves experiències durant la Guerra a França i a les presons alemanyes durant l'ocupació nazi.

## Biografia

### Joventut i carrera
Agnès Dorothée Humbert, coneguda com a Agnès Humbert, va néixer el 12 d'octubre de 1894 a Dieppe, França. Era filla del senador francès Charles Humbert i de l'escriptora anglesa Mabel Wells Annie Rooke (neta de l'editor de diari anglès Joseph Drew).
Va passar la seva infància a París, on va estudiar pintura i disseny. Va ser alumna del pintor Maurice Denis junt amb Georges Hanna Sabbagh, amb qui es va casar el gener de 1916. Després va pintar amb el pseudònim d'Agnès Sabbert. Van tenir dos fills: Jean Sabbagh (submarinista i assessor del general Charles de Gaulle) i Pierre Sabbagh (periodista, productor i director de televisió). Tanmateix, Agnès i Georges es van divorciar el 1934.
El 1929, Humbert va estudiar la història de l'art a La Sorbona i a l'escola del Louvre, i va fer cursos de postgrau en filosofia i etnografia. Després va treballar com a historiadora de l'art al Musée national des Arts et Traditions Populaires (aleshores situat al Palais de Chaillot de París) convertint-se en amiga íntima del director del museu, Georges-Henri Rivière. La seva primera publicació va ser un llibre sobre el pintor Louis David, publicat el 1936. Va emetre sobre art a Ràdio París a principis de 1936.

### Els nazis a París
Pocs dies després de la caiguda de París el 14 de juny de 1940, després d'haver fugit de París per estar amb la seva mare a casa de la seva cosina Daisy Drew a Vicq-sur-Breuilh, per casualitat va sentir una crida del general Charles de Gaulle a la ràdio de la BBC França encoratjant el poble de França a continuar la lluita contra els alemanys ocupants i el govern de Vichy. Durant l'ocupació, els alemanys van treure llibres de les biblioteques i van afegir autors alemanys. El 6 d'agost es va publicar un avís a la porta d'entrada del Palais de Chaillot, ordenant l'entrada gratuïta als soldats alemanys, i va escriure al seu diari que va dir al seu col·lega Jean Cassou que «sento que em tornaré boja, literalment, no faig alguna cosa!». Així doncs, amb Boris Vildé, Anatole Lewitsky, Jean Cassou i Yvonne Oddon va formar el Groupe du musée de l'Homme (Grup del museu de l'Home), el primer moviment de resistència a la França ocupada. En pocs mesos, aquests pioners van construir una xarxa oculta molt difusa. La seva acció es va estendre ràpidament amb la creació d'un butlletí clandestí, Résistance (que només es va poder publicar cinc números, entre el 15 de desembre de 1940 i el final de març de 1941), amb editorials (la primera escrita per Boris Vildé) que no tenia il·lusions sobre Pétain i el govern de Vichy. Aquest grup donava informació als britànics.

### Judicis i presó
Els líders de la cèl·lula de resistència van ser traïts i arrestats l'abril de 1941. A continuació, Humbert va reclutar Pierre Brossolette per continuar amb l'últim número de Résistance abans que ells fos arrestada. El grup del museu va ser enviat a la presó de Cherche-Midi i després de la presó de Fresnes de París, on van ser jutjats per la Wehrmacht. El febrer de 1942, juntament amb set membres del grup, van ser condemnats a mort. Tanmateix, va ser traslladada a la presó de La Santé, on les condicions eren millors, i podia rebre visites del seu fill Pierre i de la seva mare.
Va saber que els homes havien estat afussellats. Ella va ser condemnada a cinc anys de treballs forçats, i van ser deportada a la presó d'Anrath d'Alemanya. Humbert es va posar a treballar en unes condicions horribles a la fàbrica de raió Phrix de Krefeld; allà van morir moltes treballadores, quedaven cegues i desenvolupaven horribles malalties cutànies. Després de quatre anys, el juny de 1945, va ser alliberada pel Tercer Exèrcit dels Estats Units i el seu diari registra com va participar en la «caça de nazis» a Wanfried el 1945. Va establir menjadors socials per a refugiats i va manifestar expressament que tothom podia anar-hi, fins i tot els civils alemanys. Més tard va ajudar a iniciar el procés de desnazificació.

### Després de la guerra
Després de la guerra, Humbert es va negar a tornar a treballar al Museu, però es va incorporar amb Jean Cassou al nou Museu Nacional d'Art Modern. Tot i que la seva salut havia estat afectada per les seves experiències, va continuar escrivint llibres sobre art.
Des de la caiguda de París fins a la seva detenció i interrogatori per la Gestapo l'abril de 1941, Humbert va escriure un diari personal. A més d'uns quants apunts, només va tornar a escriure el seu diari després de l'alliberament de la presó quatre anys després, l'abril de 1945. Va publicar el seu diari amb el títol Notre guerre: Souvenirs de Résistance (Nostra guerra: Records de Resistència) el 1946. Posteriorment va ser reeditat i traduït a l'anglès per Barbara Mellor com a Résistance, Memories of Occupied France (Resistència, Memòries de la França Ocupada).
El 1949 va ser guardonada amb la Creu de Guerra amb palma daurada de plata pel seu heroisme.
Va passar els últims anys vivint amb el seu fill Pierre al poble de Valmondois, i està enterrada en el seu cementiri. El seu darrer treball va ser una introducció al catàleg d'una exposició de Maurice Denis al Museu de Toulouse Lautrec d'Albi l'estiu de 1963. Va morir deu dies abans de finalitzar l'exposició.

## Publicacions
- Humbert, Agnès. Louis David, peintre et conventionnel: essai de critique marxiste (en francès).  París: Editions sociales internationales, 1936.
- Humbert, Agnès. Louis David, collection des Maîtres, 60 illustrations (en anglès).  París: Braun, 1940.
- Humbert, Agnès; Chevojon, L. Le Musée National d'Art Moderne: Peinture, sculpture (en francès).  París: Musée National d'Art Moderne, 1948.
- Humbert, Agnès; Ferber, Nadeshda. Die französische Malerei von den Anfängen zum Impressionismus (en alemany).  Berlín: Minerva-Verlag, 1949.
- Humbert, Agnès. Vu et entendu en Yougoslavie (en francès), 1950.
- Humbert, Agnès; Barbusse, Henri; Linger, Max. Max Lingner, 30 reproductions (en anglès).  Berlín: Academy of Arts, 1950.
- Humbert, Agnès. Les Nabis et leur époque 1888–1900, 51 plates (en francès).  Genève: Pierre Callier, 1954.
- Humbert, Agnès. La Sculpture Contemporaine au Musée National d'Art Moderne de Paris (en francès).  París: Albert Morancé, 1954.
- Humbert, Agnès; Diehl, Gaston. Henri Matisse, 140 colour plates and illustrations (en anglès), 1954.
- Humbert, Agnès. Henri Matisse, dessins (en francès).  París: Fernand Hazan, 1956.
- Humbert, Agnès. Contemporary Painters: Jean-Jacques Morvan (en anglès).  Genève: Rene Kister, 1962.
- Humbert, Agnès. Exposition Maurice Denis: Peintures, aquarelles, dessins, lithographies. Du 28 juin au 29 septembre 1963 (en francès).  Albi: Musée Toulouse-Lautrec, 1963.

El seu diari personal:
- Humbert, Agnès. Notre guerre: Souvenirs de Résistance, Paris 1940–41 (en francès).  Tallandier, 2004. «Publicat per primera vegada el 1946, al tornar de la seva detenció»